# Ostichthys ovaloculus
Az Ostichthys ovaloculus a sugarasúszójú halak (Actinopterygii) osztályának nyálkásfejűhal-alakúak (Beryciformes) rendjébe, ezen belül a mókushalfélék (Holocentridae) családjába tartozó faj.

## Előfordulása
Az Ostichthys ovaloculus legfőbb elterjedési területe a Csendes-óceán keleti részének a középső szakasza, Tahiti és az óceán délebbi szigeteinek környéke. Az óceán nyugati részén is vannak állományai.

## Megjelenése
Ez a hal legfeljebb 21 centiméter hosszú. 26 csigolyája van. Az oldalvonal fölött 3 pikkelysor látható. Hosszú pofája és ovális szemei vannak.

## Életmódja
Mélytengeri halfaj, amely akár 300 méter mélyre is leúszik.